# Phương thức (tương tác người–máy)
Trong bối cảnh tương tác người–máy tính, một phương thức (modality) là sự phân loại một kênh độc lập duy nhất của đầu vào/đầu ra giữa máy tính và con người.
Những kênh này có thể khác nhau dựa trên bản chất cảm giác (ví dụ: thị giác so với thính giác). Hoặc khác nhau do các khác biệt đáng kể trong xử lý (ví dụ: văn bản so với hình ảnh).
Hệ thống được gọi là "đơn phương thức" (modality) nếu chỉ có một phương thức được thực hiện, và "đa phương thức" (multimodal) nếu có nhiều hơn một. Khi nhiều phương thức có sẵn cho một số nhiệm vụ hoặc khía cạnh của nhiệm vụ, hệ thống được coi là có các phương thức chồng chéo. Nếu nhiều phương thức có sẵn cho một nhiệm vụ, hệ thống được gọi là có các phương thức dư thừa.
Các phương thức có thể được sử dụng kết hợp để cung cấp các phương pháp bổ sung. Mặc dù có thể dư thừa, nhưng chúng truyền tải thông tin hiệu quả hơn. Các phương thức có thể được định nghĩa chung theo hai dạng: phương thức máy tính–con người và con người–máy tính.

## Phương thức máy tính - con người
Máy tính sử dụng nhiều công nghệ khác nhau để giao tiếp và gửi thông tin tới con người:
- Các phương thức phổ biến
  - Thị giác – đồ họa máy tính thường qua màn hình
  - Thính giác – các đầu ra âm thanh khác nhau
  - Xúc giác – rung động hoặc chuyển động khác
- Các phương thức ít phổ biến
  - Vị giác (nếm)
  - Khứu giác (ngửi)
  - Cảm giác nhiệt (nhiệt độ)
  - Cảm giác đau (đau)
  - Cảm giác thăng bằng (cân bằng)

Bất kỳ giác quan nào của con người cũng có thể được sử dụng như một phương thức từ máy tính đến con người. Tuy nhiên, các phương thức nhìn và nghe được sử dụng phổ biến nhất. Bởi vì chúng có khả năng truyền tải thông tin nhanh hơn các phương thức khác. Thị giác có thể truyền 250 đến 300 từ mỗi phút. Thính giác có thể truyền 150 đến 160 từ mỗi phút.
Dù không được áp dụng rộng rãi như một phương thức máy tính - con người, xúc giác có thể đạt trung bình 125 từ mỗi phút thông qua việc sử dụng màn hình chữ nổi Braille động (Refreshable braille display). Các hình thức xúc giác phổ biến hơn là rung động trên điện thoại thông minh và tay cầm trò chơi.

## Phương thức con người - máy tính
Máy tính có thể được trang bị nhiều loại thiết bị đầu vào và cảm biến khác nhau để nhận thông tin từ con người. Các thiết bị đầu vào thông thường thường có thể hoán đổi cho nhau nếu chúng có phương thức giao tiếp tiêu chuẩn với máy tính và cung cấp các điều chỉnh thực tế cho người dùng. Một số phương thức nhất định có thể cung cấp tương tác phong phú hơn tùy thuộc vào ngữ cảnh, và có các lựa chọn cho việc triển khai cho phép hệ thống trở nên mạnh mẽ hơn.
- Các phương thức đơn giản
  - Bàn phím
  - Thiết bị chỉ điểm
  - Màn hình cảm ứng
- Các phương thức phức tạp
  - Thị giác máy tính
  - Nhận dạng giọng nói
  - Chuyển động
  - Định hướng

Với sự phổ biến ngày càng tăng của điện thoại thông minh, công chúng trở nên quen thuộc hơn với các phương thức phức tạp hơn. Chuyển động và định hướng thường được sử dụng trong các ứng dụng bản đồ trên điện thoại thông minh. Nhận dạng giọng nói được sử dụng rộng rãi trong các ứng dụng Trợ lý ảo. Thị giác máy tính hiện nay phổ biến trong các ứng dụng camera dùng để quét tài liệu và mã QR.

## Sử dụng đa phương thức
Có nhiều phương thức trong một hệ thống mang lại nhiều khả năng sử dụng hơn cho người dùng và có thể đóng góp vào một hệ thống mạnh mẽ hơn. Có nhiều phương thức cũng cho phép tăng cường khả năng tiếp cận cho người dùng, những người làm việc hiệu quả hơn với các phương thức nhất định. Nhiều phương thức có thể được sử dụng như dự phòng khi các hình thức giao tiếp nhất định không khả thi. Điều này đặc biệt đúng trong trường hợp các phương thức dư thừa, khi hai hoặc nhiều phương thức được sử dụng để truyền đạt cùng một thông tin. Một số kết hợp các phương thức có thể tăng thêm biểu đạt cho tương tác máy tính - con người hoặc con người - máy tính. Bởi vì mỗi phương thức có thể hiệu quả hơn trong việc biểu đạt một hình thức hoặc khía cạnh thông tin nhất định so với các phương thức khác.
Có sáu loại hợp tác giữa các phương thức. Chúng giúp xác định cách mà sự kết hợp hoặc hợp nhất các phương thức làm việc cùng nhau để truyền đạt thông tin hiệu quả hơn.
- Tương đương: thông tin được trình bày theo nhiều cách và có thể được hiểu là cùng một thông tin
- Chuyên môn hóa: khi một loại thông tin cụ thể luôn được xử lý qua cùng một phương thức
- Dư thừa: nhiều phương thức xử lý cùng một thông tin
- Bổ sung: nhiều phương thức lấy thông tin riêng lẻ và hợp nhất chúng
- Chuyển giao: một phương thức tạo ra thông tin mà phương thức khác sử dụng
- Đồng thời: nhiều phương thức nhận thông tin riêng biệt không được hợp nhất

Hệ thống bổ sung - dư thừa là những hệ thống có nhiều cảm biến để tạo thành một hiểu biết hoặc tập dữ liệu. Càng kết hợp thông tin hiệu quả mà không trùng lặp dữ liệu, các phương thức càng hợp tác hiệu quả. Việc có nhiều phương thức để giao tiếp là phổ biến, đặc biệt trong điện thoại thông minh. Thường thì các triển khai của chúng làm việc cùng nhau hướng tới cùng một mục tiêu, ví dụ như con quay hồi chuyển và gia tốc kế làm việc cùng nhau để theo dõi chuyển động.